# Hilipus
Hilipus är ett släkte av skalbaggar. Hilipus ingår i familjen vivlar.

## Dottertaxa tillHilipus, i alfabetisk ordning[1]
- Hilipus adspersus
- Hilipus adustus
- Hilipus aequabilis
- Hilipus affinis
- Hilipus ahrensi
- Hilipus albifrons
- Hilipus albomaculatus
- Hilipus albonotatus
- Hilipus albopictus
- Hilipus albosignatus
- Hilipus albovenosus
- Hilipus anchoralis
- Hilipus angulifer
- Hilipus angulosus
- Hilipus angusticollis
- Hilipus annuliger
- Hilipus apiatus
- Hilipus apicalis
- Hilipus appendiculatus
- Hilipus arcturus
- Hilipus areolatus
- Hilipus argentinicus
- Hilipus asperatus
- Hilipus asperulus
- Hilipus aspredo
- Hilipus ater
- Hilipus atomarius
- Hilipus atrosignatus
- Hilipus audouini
- Hilipus aulicus
- Hilipus austerus
- Hilipus bajulus
- Hilipus basiliscus
- Hilipus bellicosus
- Hilipus belti
- Hilipus bidentatus
- Hilipus bioculatus
- Hilipus biplagiatulus
- Hilipus biplagiatus
- Hilipus bipunctatus
- Hilipus bisignatus
- Hilipus bivittatus
- Hilipus bohemani
- Hilipus boliviensis
- Hilipus bonellii
- Hilipus brasiliensis
- Hilipus brunneus
- Hilipus buqueti
- Hilipus caecus
- Hilipus caliginosus
- Hilipus callosus
- Hilipus carinicollis
- Hilipus carinifrons
- Hilipus catagraphus
- Hilipus catenatus
- Hilipus celsus
- Hilipus championi
- Hilipus chevrolati
- Hilipus chiriquensis
- Hilipus choicus
- Hilipus cinctipennis
- Hilipus circulatus
- Hilipus circuliferus
- Hilipus clathratus
- Hilipus clavipes
- Hilipus collectus
- Hilipus commodus
- Hilipus compressicollis
- Hilipus comtus
- Hilipus congestus
- Hilipus conspersus
- Hilipus contaminatus
- Hilipus contumax
- Hilipus cornix
- Hilipus coronatus
- Hilipus costaricensis
- Hilipus crassirostris
- Hilipus cratosomoides
- Hilipus crocopelmus
- Hilipus cruciatus
- Hilipus crux-alba
- Hilipus cultripes
- Hilipus cuvieri
- Hilipus cylindricollis
- Hilipus cylindricus
- Hilipus cylindripennis
- Hilipus cynicus
- Hilipus de geeri
- Hilipus decipiens
- Hilipus decoratus
- Hilipus decorus
- Hilipus decussatus
- Hilipus deletangi
- Hilipus depictus
- Hilipus depressifrons
- Hilipus designatus
- Hilipus destructor
- Hilipus dimidiatus
- Hilipus discoides
- Hilipus distinctirostris
- Hilipus diversus
- Hilipus d'orbignyi
- Hilipus dorsosulcatus
- Hilipus draco
- Hilipus duodecimguttatus
- Hilipus echinatus
- Hilipus elegans
- Hilipus empiricus
- Hilipus erythrocephalus
- Hilipus erythropus
- Hilipus erythrorrhynchus
- Hilipus excultus
- Hilipus expletus
- Hilipus exustus
- Hilipus faldermanni
- Hilipus fallax
- Hilipus farinosus
- Hilipus fasciculatus
- Hilipus fenestratus
- Hilipus fimbriatus
- Hilipus flammiger
- Hilipus flavolineatus
- Hilipus fossifrons
- Hilipus freyreissi
- Hilipus frontalis
- Hilipus fryi
- Hilipus fulvisquamis
- Hilipus funestus
- Hilipus furcatus
- Hilipus galeotes
- Hilipus gayi
- Hilipus germari
- Hilipus grammicus
- Hilipus granulifer
- Hilipus granulosospinosus
- Hilipus griseus
- Hilipus guttatus
- Hilipus guttiger
- Hilipus gyllenhali
- Hilipus hieroglyphicus
- Hilipus hopei
- Hilipus hummeli
- Hilipus hyperoides
- Hilipus illigeri
- Hilipus inaequalis
- Hilipus inca
- Hilipus indutus
- Hilipus iniquus
- Hilipus inornatus
- Hilipus insidiosus
- Hilipus intensus
- Hilipus intricatus
- Hilipus jocosus
- Hilipus lactarius
- Hilipus laesicollis
- Hilipus laevicollis
- Hilipus lamina
- Hilipus laqueatus
- Hilipus lateralis
- Hilipus latipennis
- Hilipus latro
- Hilipus lauri
- Hilipus lentiginosus
- Hilipus leoninus
- Hilipus leopardus
- Hilipus leurostictus
- Hilipus limbatus
- Hilipus limus
- Hilipus longicollis
- Hilipus longirostris
- Hilipus loricatus
- Hilipus luctuosus
- Hilipus lutosus
- Hilipus margaritifer
- Hilipus marklini
- Hilipus mediator
- Hilipus medullosus
- Hilipus meles
- Hilipus menetriesi
- Hilipus mirus
- Hilipus missus
- Hilipus mixtus
- Hilipus molestus
- Hilipus monitor
- Hilipus multiguttatus
- Hilipus multisignatus
- Hilipus muricatus
- Hilipus myops
- Hilipus mysticus
- Hilipus naevulus
- Hilipus nigripes
- Hilipus nigrofasciatus
- Hilipus nigromaculatus
- Hilipus nisseri
- Hilipus niveodecoratus
- Hilipus nodifer
- Hilipus norrisi
- Hilipus nubilosus
- Hilipus nudipennis
- Hilipus obesulus
- Hilipus obtusus
- Hilipus ocellatus
- Hilipus ocelliger
- Hilipus ochrifer
- Hilipus ocularis
- Hilipus okeni
- Hilipus onychinus
- Hilipus ornatus
- Hilipus osculatii
- Hilipus paleolifer
- Hilipus panzeri
- Hilipus paradoxus
- Hilipus pardalis
- Hilipus parvulus
- Hilipus patens
- Hilipus penicillatus
- Hilipus peplus
- Hilipus perforatipennis
- Hilipus perseae
- Hilipus pertyi
- Hilipus phrynodes
- Hilipus picticollis
- Hilipus picturatus
- Hilipus pictus
- Hilipus pittieri
- Hilipus poecilus
- Hilipus polycoccus
- Hilipus polymitus
- Hilipus polyspilus
- Hilipus posticus
- Hilipus prionurus
- Hilipus prodigialis
- Hilipus prolixus
- Hilipus pseudanchoralis
- Hilipus pulchellus
- Hilipus pulverulentus
- Hilipus punctatus
- Hilipus punctipectus
- Hilipus quadrinodosus
- Hilipus quadrisignatus
- Hilipus recipiens
- Hilipus rectirostris
- Hilipus renei
- Hilipus retusus
- Hilipus roeseli
- Hilipus roreus
- Hilipus rufescens
- Hilipus rufifrons
- Hilipus rufipes
- Hilipus rufocinctus
- Hilipus rugicollis
- Hilipus rusticus
- Hilipus saxosus
- Hilipus scaber
- Hilipus scabripennis
- Hilipus scabrosus
- Hilipus schmidti
- Hilipus schonherri
- Hilipus scrobicollis
- Hilipus securifer
- Hilipus securiger
- Hilipus semiamictus
- Hilipus semivittatus
- Hilipus severus
- Hilipus sexmaculatus
- Hilipus sinuatus
- Hilipus spathulatus
- Hilipus spectator
- Hilipus spiculosus
- Hilipus spinipennis
- Hilipus squamosus
- Hilipus steini
- Hilipus stellifer
- Hilipus stellimicans
- Hilipus stellio
- Hilipus stictopterus
- Hilipus stigmosus
- Hilipus strigipectus
- Hilipus subcostatus
- Hilipus submaculatus
- Hilipus sulcifer
- Hilipus suspensus
- Hilipus taciturnus
- Hilipus terebrans
- Hilipus tessellatus
- Hilipus tetanicus
- Hilipus tetraspilotus
- Hilipus tomentosus
- Hilipus trachypterus
- Hilipus triangulifer
- Hilipus tricarinatus
- Hilipus trifasciatus
- Hilipus trifurcatus
- Hilipus trinotatus
- Hilipus tripunctatus
- Hilipus troglodytes
- Hilipus tuberculatus
- Hilipus tuberosus
- Hilipus tugusti
- Hilipus turrialbae
- Hilipus undabundus
- Hilipus unifasciatus
- Hilipus urosus
- Hilipus ustulatus
- Hilipus validus
- Hilipus vappa
- Hilipus variegatus
- Hilipus velamen
- Hilipus verrucosus
- Hilipus verruculatus
- Hilipus vestitus
- Hilipus westringi
- Hilipus vicinus
- Hilipus viduus
- Hilipus wiedemanni
- Hilipus yatahyensis
- Hilipus zetterstedti
- Hilipus zonatus
- Hilipus zoubkoffi